# Aborichthys elongatus
Espèce
Statut de conservation UICN

 LC  : Préoccupation mineure
Aborichthys elongatus est une espèce de poisson du genre Aborichthys, appartenant à la famille des Nemacheilidae.